# Вице-президент Филиппин
Вице-президент Филиппин (англ. Vice President of the Philippines, филипп. Pangalawang Pangulo ng Pilipinas) — второе по значимости должностное лицо в исполнительной власти Филиппин. Вице-президент замещает президента в случае невозможности исполнения последним своих обязанностей, и занимает его пост, пока он вакантен. Первым в должность вице-президента Филиппин вступил Мариано Триас в 1897 году. В 1936 году должность была восстановлена.
Действующий вице-президент Филиппин — Сара Дутерте, дочь бывшего президента Родриго Дутерте. Она вступила в должность в 2022 году, став, 17-м вице-президентом страны.

## Список вице-президентов
| Срок полномочий                        | Вице-президент            |
| -------------------------------------- | ------------------------- |
| 12 марта 1897 — 2 ноября 1897 года     | Мариано Триас             |
| 16 ноября 1936 — 1 августа 1944 года   | Серхио Осменья            |
| 28 мая 1946 — 17 апреля 1948 года      | Эльпидио Кирино           |
| 30 декабря 1949 — 30 декабря 1953 года | Фернандо Лопес            |
| 30 декабря 1953 — март 1957 года       | Карлос Полестико Гарсия   |
| 30 декабря 1957 — 30 декабря 1961 года | Диосдадо Макапагал        |
| 30 декабря 1961 — 30 декабря 1965 года | Эммануэль Пелаэс          |
| 30 декабря 1965 — 30 декабря 1972 года | Фернандо Лопес            |
| 16 февраля 1986 — 25 февраля 1986 года | Артуро Модесто Толентино  |
| 25 февраля 1986 — 30 июня 1992 года    | Сальвадор Идальго Лаурель |
| 30 июня 1992 — 30 июня 1998 года       | Джозеф Эстрада            |
| 30 июня 1998 — 20 января 2001 года     | Глория Макапагал-Арройо   |
| 7 февраля 2001 — 30 июня 2004 года     | Теофисто Гингона          |
| 30 июня 2004 — 30 июня 2010 года       | Ноли де Кастро            |
| 30 июня 2010 года — 30 июня 2016 года  | Джеджомар Бинэй           |
| 30 июня 2016 года — 30 июня 2022 года  | Лени Робредо              |
| 30 июня 2022 года — н.вр.              | Сара Дутерте              |